# Elm Springs (Arkansas)
Elm Springs – miasto w Stanach Zjednoczonych, w stanie Arkansas, w hrabstwie Washington.